# Nostalgie (France)
Pour les articles homonymes, voir Nostalgie.
Nostalgie est une station de radio FM française créée en 1983 à Lyon par Pierre Alberti. En 2017, il représente un réseau de radiodiffusion constitué de l'échelon national, à Paris, et de 23 antennes locales qui produisent leur propre programme lors des décrochages. La radio Nostalgie possède en outre près de quarante webradios. L'ensemble radio fait partie de NRJ Group.
Nostalgie diffuse des titres d'artistes français et internationaux. La radio diffuse principalement des musiques datant des années 1980. Après s'être consacrée aux années 1950 et 60, la radio a ensuite couvert les années 1970 et 80, avant de s'ouvrir aux années 1990.

## Historique

### Années 1980
En 1982/1983, la station est créée à Lyon par Pierre Alberti, patron d'une entreprise de démolition,, sous le nom de Radio Nostalgie 105.1 FM. Pierre Alberti a créé peu de temps auparavant, en 1981, Radio Contact,. Il crée Radio Nostalgie grâce à l'argent gagné lors de la revente de Radio Contact. Une bonne partie de son équipe et des voix de Radio Contact le suivent à Radio Nostalgie. La radio cible à cette époque les 40-50 ans. La chanson française constitue 80% environ des titres diffusés.
Dès 1985, Radio Nostalgie développe un réseau en France, et en 1986 elle s'installe aussi en Île-de-France. À la même période, RMC entre à hauteur de 35 % dans le capital de Nostalgie.
Vers 1987 et 1988, la vie de la station est rythmée par la diffusion de standards et de raretés des années 1930 aux années 1980, agrémentée de nouveautés, et par quelques émissions marquantes comme « Les matinales » (Denis Rostagnat, semaine, 5 h-9 h), « La salle et la terrasse » (semaine, 12 h-14 h), « Le club (des années 1960) » (Bruno Dubois, semaine, 17 h-19 h), « Piano bar » (Pierre Galibert, samedi, 21 h-1 h) et « Les nuits de Nostalgie » (Pascal Moréno, semaine, 1 h-5 h).
Mais la station traverse ensuite une période difficile due à son fondateur, Pierre Alberti. Celui-ci est en effet inculpé d' « abus de biens sociaux, faux et usage de faux et recel de biens sociaux », incarcéré quelques jours puis remis en liberté, des accusations auxquelles s'ajoutent des affaires de fausses factures en faveur de partis politiques, sur un spectre assez large de la majorité d'alors à l'opposition. Ces situations de tangages sont toutefois ponctuelles et semblent liées à la personnalité de son fondateur, mais ne touche pas au concept lui-même qu'il a imaginé, une programmation radio autour de la chanson, où l'on se fait plaisir en cultivant la nostalgie, une radio moins anxiogène que bien des médias. Elle est aussi, dans une sorte de rituel depuis des décennies, la radio que les auditeurs ont envie d'écouter, par exemple, lorsqu'ils prennent la route des vacances en famille, en voulant se détendre..
D'ailleurs, indépendamment de ces alertes et secousses juridiques de la fin des années 1980, la radio poursuit alors son expansion. Ceci incite en 1989 son actionnaire RMC à augmenter sa participation jusqu'à détenir la majorité du capital (51 %), le reste étant partagé entre Pierre Alberti et diverses sociétés. À cette époque, Radio Nostalgie réalise 5 % d'audience cumulée, avec une cible plus jeune qu'à ses débuts.
Vers 1989, Radio Nostalgie commence aussi à se développer à l'étranger (Liban, Belgique, Moscou, Portugal, etc.). Elle s'étend en Europe de l'Est, aux Baléares, sur le continent américain, en Orient (exemple : Liban), puis en Afrique francophone.

### Années 1990
En 1991, RMC et Nostalgie se créent une régie publicitaire commune et dédiée à leur activité, Génération expertise média (GEM).
En avril 1993, la Générale occidentale entre à 49 % dans le capital, RMC conservant les 51 % restants. Radio Nostalgie se recible sur un format plus jeune en diffusant des titres des années 1940 aux années 1990 des émissions de divertissements aux animateurs célèbres (Pierre Bellemare, Georges Beller, Lio, Pierre Galibert...). L'audience s'effrite dangereusement[réf. souhaitée].
Le 10 avril 1997, la radio est déclinée à la télévision sous le nom Nostalgie la télé. Elle est détenue par AB Groupe ayant eu l'accord de diffuser sous cette appellation. Cependant, n'ayant pas trouvé son univers, elle est supprimée et remplacée le 5 juillet 1999 par RFM TV.
Lors de l'éclatement du groupe RMC, Radio Nostalgie, tout comme RMC et Montmartre FM, est à vendre. NRJ se porte candidate et obtient l'accord du CSA. S'ensuivent des protestations virulentes de la part des radios locales indépendantes, estimant que le groupe NRJ serait en situation de monopole sur le marché de la publicité locale : ils redoutent en effet une pression trop forte auprès des annonceurs. Le CSA impose alors des conditions au groupe NRJ pour réduire ce monopole[source secondaire souhaitée] : Rire & Chansons devient à 100 % passif (fermeture des stations locales) et quelques autres stations locales du groupe doivent fermer dans certaines villes où NRJ est fortement présente.
Les programmes de Nostalgie, quant à eux, changent dès 1998 : la chanson devient la priorité de cette programmation, avec un recentrage sur beaucoup les titres des années 1950 à 1970 et un peu des titres des années 1980 sous la direction musicale de Christian Savigny, des animateurs stars sont remerciés. Le choix d'une cible plus âgée entre dans la logique du groupe NRJ, qui, avec Chérie FM, touche déjà les jeunes adultes. En quelques mois, l'audience de Radio Nostalgie explose littéralement : alors que les meilleurs scores antérieurs se sont élevés à 6 % d'audience cumulée, Radio Nostalgie dépasse rapidement les 8 %. Les départs simultanés de Christophe Sabot, directeur des programmes, et de Jean-Marc Morandini, directeur d'antenne, n'affectent pas ce score.

### Années 2000
De 2003 à 2004 la programmation de la nuit pour fêter les 20 ans de la radio Nostalgie avec ses plus grands tubes de légende de 1983 à 2003 puis des tubes nouveautés au programme variété française disco rock pop reggae et rap.

### Années 2010
Dans les années 2010, Nostalgie change considérablement d'habillage et de voix-off. Les week-ends spéciaux sont supprimés avant de revenir trois ans après. Le top horaire est modifié en 2013, et revient à celui de 1998[réf. souhaitée]. Le jingle info est également modifié[pertinence contestée].

### Années 2020
En ce début de décennie, la programmation musicale se recentre sur la musique des années 1980 et de moins en moins de chansons des années 1970 sont diffusées au profit des chansons des années 1990 bien que la musique majoritairement diffusée soit celle de la décennie 1980,.
En 2023, Nostalgie intègre le top 5 des radios les plus écoutées de France, dépassant Skyrock et RMC au cours de la période avril-juin avec près de 3,5 millions d'auditeurs en moyenne, soit 420.000 de plus en un an, et 5,9 % de part d'audience.
À partir du 7 septembre 2023, Julien Clerc anime Jeudi, c'est Julien, chaque jeudi de 19h à 20h,.
Sur la période novembre-décembre 2023, Nostalgie enregistre un record historique de progression avec +578.000 nouveaux auditeurs gagnés en un an, soit la plus forte progression toutes stations confondues, pour un total de 3,6 millions d'auditeurs quotidiens,
En septembre-octobre 2024, Nostalgie devient la troisième radio de France en part d'audience après avoir dépassé NRJ. Du côté de l'audience cumulée, Nostalgie gagne 374.000 nouveaux auditeurs quotidiens en un an, soit la plus forte progression toutes radios confondues. Le duo Philippe & Sandy culmine à 1,4 million d'auditeurs quotidiens avec 136.000 auditeurs recrutés en un an.
Forte de ces résultats, Nostalgie est élue « meilleure radio de l'année » lors de la 26e édition du Grand Prix des Médias organisée par CB News, puis « radio de l'année 2024 » par le magazine Stratégies.
Dès le 10 janvier 2025, Nostalgie confie une carte blanche d'une heure à Jean-Luc Reichmann.

## Identité de Nostalgie

### Logos de Nostalgie

Logo  de 1983 à 1990
Logo de 1990 à 1993
Logo de 1998 à 2006
Logo de 2006 à avril 2009
Logo d'avril 2009 à février 2013
Logo de février 2013 à août 2015
Logo depuis août 2015

### Slogans
(Selon le site SchooP)
- 1983 - 1992 : « Un amour de radio »
- 1992 - 1993 : « La Radio pour changer d'airs »
- 1993 - 1996 : « C'est pour toujours »[2]
- 1997 - 1999 : « Le Bonheur c'est ici »
- 1998 - 2009 : « La Légende »
- 2009 - 2012 : « La Jeunesse est éternelle »
- 2012 - 2013 : « La Légende des années 60, 70 et 80 ! »
- 2013 - 2014 : « Nostalgie, les chansons de vos légendes ! »
- 2014 - 2022 : « Nostalgie, les plus grandes chansons ! »
- depuis 2022 : « Nostalgie, les plus grands tubes ! »

### Voix-off
- Jusqu'en 1995 : Jean-François Devaux
- 1995 - 1998 : Daniel Beretta
- 1998 - 2010 : François Berland et 2004-2010 : Véronique Le Nir
- 2010 - 2011 : Luq Hamet et Myriam Callas puis Isabelle Giami
- 2011 - 2012 : Michel Montana et Sylvie Bariol
- 2012 - 2013 : Olivier Blond et Anne Jacq
- 2013 - 2016 : Jacques Frantz
- depuis 2016 : Didier Hervé, avec Dorothée Pousséo depuis janvier 2023

## Personnalités de la station

### Direction
- En 1982/1983, jusqu'en 1991 : fondateur et premier directeur Pierre Alberti[2],[3]
- De 1991 à 1996 : Fabrice Larue[2]
- De 1996 à juin 1998 : Henry Laurent[5]
- De juin 1998 à 2005 : Alain Weill[21]
- De 2005 à 2011 : Frédéric Olivennes

- Depuis le 19 août 2013, Xavier Laissus Pasqualini dirige la station[22].
- Anne Tristani le rejoint comme Directrice Adjointe Antenne en février 2014[23].
- En novembre 2018, Gaël Sanquer est nommé Directeur Délégué des médias musicaux de NRJ Group[24].
- Le 1er avril 2025, Xavier Laissus Pasqualini est nommé Directeur des Programmes des radios Nostalgie, Chérie FM et Rire et Chansons.

### Journalistes
- Alexandre Korosec (rédacteur en chef)
- Émilie Joubert (journaliste IDF)
- Éloïse Buhk (reporter et joker)
- Patrice Pavo (journaliste 5/9)
- Nicolas Beaubois (reporter / journaliste week-end / joker IDF)
- Guillaume Parisot (journaliste 12/19)

## Programmation et manifestations connexes

### Généralités
Nostalgie est une radio musicale centrée sur la diffusion de musiques de la seconde moitié du XXe siècle, avec 76% de la programmation consacrée aux années 1980.

### Événementiel
- Le 30 septembre 2017, après quatre ans d'absence, Michel Sardou annonce une tournée intitulée Dernière Danse en France, Belgique et Suisse, avec Nostalgie[26].

## Diffusion

### En modulation de fréquence
En plus de la diffusion nationale depuis Paris, en modulation de fréquence, il existe 23 antennes locales. Les décrochages vis-à-vis de Paris ont lieu du lundi au vendredi entre 12h00 et 16h00 pour la quasi-totalité des antennes locales :
| Nom de l'antenne locale                      | Bassin de diffusion                                                                 |
| Nostalgie Alsace                             | Mulhouse Colmar                                                                     |
| Nostalgie Arras                              | Arras                                                                               |
| Nostalgie Bordeaux                           | Bordeaux Lesparre Langon                                                            |
| Nostalgie Caen                               | Caen                                                                                |
| Nostalgie Charente-Maritime                  | La Rochelle Oléron Saintes Rochefort Royan                                          |
| Nostalgie Clermont-Ferrand                   | Clermont-Ferrand                                                                    |
| Nostalgie Corse                              | Ajaccio Bastia Corte Bocognano Vivario Porto-Vecchio Bonifacio Aiti Calvi           |
| Nostalgie Côte d’Azur                        | Nice & Cannes Monaco & Menton                                                       |
| Nostalgie Dijon                              | Dijon                                                                               |
| Nostalgie Grenoble                           | Grenoble Voiron                                                                     |
| Nostalgie Hautes-Pyrénées Comminges          | Bagnères-de-Bigorre La Mongie Barèges Tarbes Bagnères-de-Luchon Saint-Gaudens Chaum |
| Nostalgie Léman                              | Annemasse & Genève (105.0), Thonon-les-Bains & Lausanne (98.1)                      |
| Nostalgie Hauts de France                    | Lens, Douai et Péronne (100.4), Arras (93.3)                                        |
| Nostalgie Lorraine                           | Nancy Metz Commercy                                                                 |
| Nostalgie Lyon                               | Lyon & Annonay                                                                      |
| Nostalgie Mâcon                              | Mâcon Bourg-en-Bresse                                                               |
| Nostalgie Mont-Blanc                         | Megève & Sallanches                                                                 |
| Nostalgie Nantes                             | Nantes & Redon                                                                      |
| Nostalgie Orléans                            | Orléans                                                                             |
| Nostalgie Provence                           | Marseille Aix-en-Provence                                                           |
| Nostalgie Quercy-Gascogne                    | Montauban Valence & Auch Cahors Agen                                                |
| Nostalgie Rouen                              | Rouen                                                                               |
| Nostalgie Sarthe                             | Le Mans & Laval La Flèche Château-du-Loir                                           |
| Nostalgie Strasbourg                         | Strasbourg                                                                          |
| Nostalgie Toulon                             | Toulon                                                                              |
| Nostalgie Toulouse                           | Toulouse                                                                            |
| Nostalgie Vallée d’Orb[Information douteuse] | Bédarieux                                                                           |
| Nostalgie Vallée du Rhône                    | Valence Montélimar Nyons                                                            |
| Nostalgie Vaucluse                           | Avignon & Bagnols-sur-Cèze & Alès                                                   |

### En audio digital
50 radios digitales diffusent l'esprit Nostalgie, elles enregistrent 14,1 millions d'écoutes actives chaque mois.